# Kimssi Pyoryugi
Castaway on the Moon (em coreano:  김씨 표류기, Kimssi Pyoryugi) é um filme sul coreano de romance, comédia e drama de 2009. Escrito e dirigido por Lee Hae-Joon, o filme foi estrelado por Jung Jae-young e Jung Ryeo-won. O filme conquistou várias premiações.

## Sinopse
O homem chamado Kim, tenta suicidar-se saltando de uma ponte para as calmas e escuras águas do rio Han. Ele acorda numa ilha sem nome neste rio que intersecta a movimentada cidade Seul. Dia após dia sua vida solitária porém extraordinária na ilha, desperta a curiosidade da menina que mora num dos apartamentos que ficam de frente do rio. Uma garota que não sai do seu quarto a anos. Porém, um dia consegue ver, através de seus binóculos um homem que vive sozinho em uma ilha. Passa em solidão dia após dia observando-o. O desejo de satisfazer a sua curiosidade obriga-a a sair do seu quarto e a extraordinária vida de Kim transforma-se na inspiração que essa jovem necessita para mudar sua solitária e indiferente vida.

## Elenco
- Jung Jae-young - Kim Seung-geun
- Jung Ryeo-won - Kim Jung-yeon
- Park Young-seo - Empregado de entrega
- Yang Mi-kyung - Mãe de Jung-yeon
- Min Kyeong-jin - Segurança do apartamento
- Jang Nam-yeok - Motorista do autocarro
- Lee Sang-hun - Pai de Seung-geun
- Jang So-yeon -Ex-namorada de Kim Seung-geun

## Prémios
- Hawaii International Film Festival 2009: NETPAC Award
- Far East Film Festival 2010: Audience Award Black Dragon, Audience Award
- Oslo Films from the South Festival 2010: Audience Award